# CA Candelaria
Club Atlético Candelaria – argentyński klub piłkarski z siedzibą w mieście Candelaria, leżącym w prowincji Misiones.

## Osiągnięcia
- Mistrz czwartej ligi Torneo Argentino B: 2003/2004
- Mistrz ligi prowincjonalnej Liga Posadeña de Fútbol (3): 1992, 2001, 2003

## Historia
Klub założony został 30 października 1949 roku i po spadku z trzeciej ligi Torneo Argentino A w sezonie 2005/2006 gra obecnie w czwartej lidze Torneo Argentino B.